# Vojtěška Baldessari Plumlovská
Vojtěška Baldessari Plumlovská (17. dubna 1854 Plumlov – 31. března 1934 Olomouc) byla učitelka, novinářka a dramatička. Psala zejména pro děti a mládež.

## Životopis

### Mládí
Narodila se 17. dubna 1854 v Plumlově jako nejstarší dcera rakouského státního úředníka Adolfa Baldessariho a Češky Josefy Františky Černé. Měla pět sourozenců. Roku 1870 se s rodinou přestěhovala do Vídně, kde pracovala jako vychovatelka a rok nato do Černovic, kam byl její otec přeložen. Zde studovala učitelský ústav a roku 1872 dokončila své vzdělání učitelskou zkouškou. Poté učila v Rýmařově a Šternberku (od 1874), kde na školách usilovala o prosazení češtiny. Roku 1881 byla přeložena do Kroměříže, kde začala učit na české škole a kde zůstala až do důchodu.

### Umělecké působení
V Kroměříži se zapojila do veřejného života, nejvíce se spřátelila s ochotníky, pro které začala psát pohádkové hry pro děti. Dne 20. listopadu 1899 se konečně dočkala většího uznání a její první hru Svatoň a Milena uvedla Sukova divadelní společnost. Když byla roku 1906 penzionována a přestěhovala se do Olomouce, začala se více věnovat loutkovému divadlu. Organizovala setkání mezi kladenskými a olomouckými loutkáři, roku 1920 získala ocenění za loutkovou hru Horymír v časopisu Loutkář. Zahrála si i v Městském divadle v Olomouci mezi ochotníky. Některé z jejích her byly přeloženy do francouzštiny, němčiny, srbochorvatštiny a slovinštiny.
Její hry byly uvedeny v Národním divadle v Praze. První z nich byla hra Pohádka o Sněhurce v sezóně 1904–1905, která měla sedm repríz. Byla členkou Spolku českých spisovatelů beletristů Máj v Praze. Udržovala korespondenci s Jaroslavem Vrchlickým. Mezi její další koníčky patřilo kreslení, v čemž ji podporoval Max Švabinský. Přispívala do časopisu Malý čtenář a do Vlastivědného sborníku pro mládež župy olomoucké. Roku 1924 byla oceněna jako první a nejlepší dramatická spisovatelka pro mládež. Ke svému jménu si přidala spisovatelský pseudonym Plumlovská, aby tak vzdala čest svému rodišti.

### Úmrtí
Vojtěška Baldessari Plumlovská umírá 31. března 1934 ve svém olomouckém bytě v Litovelské ulici čp. 8. Pohřbena byla v rodinném hrobě na olomouckém Ústředním hřbitově v Neředíně.

## Dílo
Vojtěška Baldessari Plumlovská je autorkou 25 divadelních her. Z toho 24 jich je pohádkových a 9 loutkových. Její hry mají často výchovný charakter.

### Hry
- Svatoň a Milena, 1889
- Honza v zakletém zámku, 1900
- Sůl nad zlato, 1901
- Sněhurka, 1902
- Zahrada sudiček, 1903
- Sen vánoční, 1907
- Zlatá husa, 1908
- Krakonoš, 1909
- Bílá růže 1910
- Zlatá nit, 1912
- Jura, 1913
- Vánoční hra, 1916
- České srdce, 1918
- Pohádková princezna, 1921
- Matka, 1921 (hra pro dospělé publikum dle Andersenovy pohádky)
- Věno, 1921
- Matička vlasti, 1921
- Blaničtí rytíři, 1921
- Záchrana matek – záchrana národa, 1923
- Nepokojná Káča, 1924
- Zvířátka a Petrovští, 1924 (spoluautor Q. M. Vyskočil)
- Nejdražší matčin šperk, 1926
- Dukátová semena, 1927
- Přemysl a Libuše, 1930
- Pohádka o třech princeznách (posmrtně 1939)

### Loutkové hry
- Honza pán, 1905
- Ječmínek, 1919
- Obelišk, 1920
- Horymír, 1922
- Zvířátka na cestách, 1918
- Probuzení, 1924
- Honza a Kašpárek na cestách, 1929
- Divotvorný meč, (posmrtně 1937)
- Nejkrásnější řeč na světě, (posmrtně 1938)
- Rozum vítězí (posmrtně 1939)
- Prodaná nevěsta, (posmrtně 1940)

### Další díla
- Národní pohádky, 1895 (adaptace pohádkových lidových syžetů)
- Malá přáníčka pro děti, 1901 (sbírka básní)
- Nová přání našim dětem a říkání vánoční, k primicím a svatbám, 1903 (sbírka básní)
- Přítel dítek, 1922 (sbírka veršů a poučných článků pro děti)